# 1958

## أحداث
- نهاية حرب إفني في 30 يونيو 1958 والتي بدأت في 23 أكتوبر 1957.
- صدر للأستاذ محمد حسنين هيكل كتاب: العقد النفسية التي تحكم الشرق الأوسط.[1][2][3]

### يناير
- 31 يناير - بالتوقيت الشرقي (22:48) تم إطلاق إكسبلورر 1، أول الأقمار الصناعية للولايات المتحدة.

### فبراير
- 1 فبراير -
  - بالتوقيت الغربي (03:48) تم إطلاق إكسبلورر 1، أول الأقمار الصناعية للولايات المتحدة.
  - إنشاء الـ جمهورية العربيه المتحدة بين مصر وسورية.

### أبريل
- 3 أبريل - قوات فيدل كاسترو الثورية تبدأ هجماتها على هافانا عاصمة كوبا.

### يونيو
- 29 يونيو - البرازيل تهزم السويد 5-2 لتفوز بكأس العالم لـ كرة القدم.

### يوليو
- 14 يوليو - قيام ثورة 14 تموز في العراق وإلغاء الحكم الملكي فيه. وقيام الحكم الجمهوري برئاسة نجيب باشا الربيعي.
- 15 يوليو -حصول أزمة لبنان 1958
- 17 يوليو - انفصال العراق عن الأتحاد العربي الهاشمي مع الأردن، بعد ثورة 14 يوليو/تموز 1958م.

### أكتوبر
- 1 أكتوبر - انضمام المغرب وتونس إلى جامعة الدول العربية.
- 2 أكتوبر - غينيا تعلن استقلالها عن فرنسا.

### ديسمبر
- 1 ديسمبر - استقلال جمهورية إفريقيا الوسطى عن فرنسا.

## مواليد
- آثار الحكيم
- آدم مرجان
- أحمد إينوبلي
- أحمد الطيبي
- أحمد بن سعيد آل مكتوم
- أحمد سامبي
- أحمد يوسف عقيلة
- أرنالدو أوتيغي
- أفيجدور ليبرمان
- ألاين كوريول
- ألبير الثاني من موناكو
- ألك بالدوين
- أمريتا سينج
- أمينة الصرارفي
- أنتونيو لوبيز نييتو
- أندري بال
- أندريا بوتشيلي
- إيما تومسون
- إيمان الطوخي
- باربارا نويفيرت
- بوب برادلي
- بوريس تاديتش
- بيرنارد جينغيني
- تسيبي ليفني
- تيري تيسو
- تيري فوكس
- تيم روبنز
- جاك كولمان
- جان كريستوف ثوفينيل
- جمال خاشقجي
- جمال سليم
- جوب هيلي
- جورج غريغوري
- جوزيبي باريزي
- جوفاني غالي
- جون ألدريج
- جون ميتغود
- جيان بييرو غاسبيريني
- جيم لايتون
- جيورجوس كوستيكوس
- جيورجي سلافكوف
- حسن الصفار
- حسن مالك
- حسين القلاف
- خالد الإسلامبولي
- خايمي باتشيكو
- خوان أنتونيو سينور
- خوسيبا ساريونانديا
- خوليو ألبرتو مورينو
- داوود حسين
- دايفد رايفرز
- دايفيد رايفرز
- دراغان جوكانوفتش
- دلال المغربي
- دلال عبد العزيز
- دليطة محمد دليطة
- ديديه سيناك
- ديفيد جويت
- رائد صلاح
- رابح ماجر
- رايموند مومنز
- رشيد طه
- روبرت باتريك
- روبرتو لوبيز إيفارتي
- روديون كاماتارو
- رون أراد (طيار)
- روني مارتنز
- زلاتكو فويوفيتش
- سانتياغو أوركويغا
- ستين ثيتشوسين
- سعيد حامد
- سكوت أرمسترونغ
- سورين لربي
- سيرجي بالتاشا
- شارون ستون
- صالح عصاد
- طارق المكي
- عادل عبد الرحمن
- عادل العزازي
- عبدالرضا عباس
- عبد العزيز الدخيل
- عبد العزيز غرمول
- عبد الله السدحان
- عبد الحميد الرجوب
- عبد الله راعي الفحماء
- عبد الناصر درويش
- علي لاريجاني
- علي مصباح
- عمر بن محمد السبيل
- غاري أولدمان
- غازي مشعل عجيل الياور
- غانم الميع
- غسان سلهب
- غسان مسعود
- فؤاد العروي
- فرانسوا بريسون
- فرانسيسكو بويو
- فرانك ميل
- فولوديمير بيسونوف
- فيجو مورتينسين
- فيليكس لاكويستا
- كارلهاينز فورستر
- كارلوس مانويل
- كازهيرو ناكاتا
- كريس هويتون
- كريستوف ديسبويلونز
- كريم ماروك
- كلاوس برغرين
- كورتيس مكمولن
- كيفين بيكون
- كيني سانسوم
- لخضر بلومي
- لطفي عيسى
- لوكاس هامرشتاين
- لويزا دياس ديوغو
- ليف ساندول
- ماجد إغبارية
- مادلين ستو
- مادونا
- ماركوس باكيتا
- مارينا سيلفا
- ماورو ماور
- مايكل مادسن
- محمد الجوادي
- محمد حسين هيثم
- محمد حلمي هلال
- مروان البرغوثي
- مشاعل بنت فهد بن محمد بن عبد العزيز آل سعود
- مصطفى مراد
- ميتسورو مياموتو
- ميرتشا جيوانا
- ميشيل دي وولف
- ميشيل فايفر
- ندى الحاج
- نوربيرت ماير
- نيكوس أناستوبولوس
- نيكولا رييس
- نيكولاي فاسيليفيتش فيديروف
- هالة فؤاد
- هدى رمزي
- هوغو سانشيز
- هولي هنتر
- هيليو سيزار
- والتر يوهانز
- وفاء سلطان
- ياسر برهامي
- يو سوزوكي
- يوآڤ ڠلنت
- يوسف زيدان
- يوسف سويد
- ييغال ناعور
- ماجد عبد الله
- أثيل النجيفي
- ديزيره سقال

### يناير
- 1 يناير - رمضان شلح، سياسي فلسطيني.
- 31 يناير - مأمون الفرخ، ممثل ومخرج سوري.

### فبراير
- 1 فبراير - ريو هوريكاوا، ممثل ياباني.
- 20 فبراير - جمال حمدان، ممثل وممثل صوت لبناني
- 26 فبراير - هيديهارو موري، ملحن ياباني.

### أبريل
- 3 أبريل - أبو العلا ماضي (ناشط سياسي إسلامي مصري).

### يوليو
- 10 يوليو ميلاد نيازي البكري عبد العاطي.
- 19 يوليو - توموكي هاسيغاوا، ملحن ياباني.

### أغسطس
- 2 أغسطس - شو هايامي، مؤدي أصوات ياباني.
- 29 أغسطس - مايكل جاكسون، مغني بوب أمريكي.
- 31 أغسطس - إريك زمور، كاتب سياسي وصحفي فرنسي.

### أكتوبر
- 15 أكتوبر - مريم منت الحسان، مغنية صحراوية.

### سبتمبر
- 1 سبتمبر - كريم المحروس، سياسي بحريني.

### ديسمبر
- نادية ياسين ناشطة سياسية إسلامية مغربية،

## وفيات
- سليمان التاجي الفاروقي.[4]
- أبو الكلام آزاد
- أحمد عبد الرحمن البنا الساعاتي
- أحمد قدري
- أحمد محمد شاكر
- أحمد نجيب الهلالي
- إرنست أورلاندو لورنس
- إيليا أبو ماضي
- ادجار الجيرنون روبرت جاسكوين
- جميل المدفعي
- جورج رووه
- حسونة العياشي
- خوان رامون خيمنيز
- روبرت تايلور جونز
- روجه مارتين دو غار
- روز اليوسف (ممثلة)
- روزاليند فرانكلين
- ريف فون ويليامز
- سعيد بن مكتوم آل مكتوم
- سلامة موسى
- صليحة
- عبد الإله بن علي الهاشمي
- عبد الرحمن شكري
- علي البلهوان
- علي النمر
- علي ظريف الأعظمي
- فردريك جوليو-كوري
- فولفغانغ باولي
- كلنتون دافيسون
- كورت ألدر
- محمد الخضر حسين
- محمد كمال المصري
- مصباح الجربوع
- سعاد البريكي
- ناغي إيمري
- نوري السعيد
- واصف بطرس غالي
- والتر كريكمان
- يعقوب فيشمان

### يوليو
- 14 يوليو - مقتل الملك فيصل الثاني ملك العراق في أحداث ثورة 14 تموز. (ولد في 1935).

### يونيو
وفاة الأمير ثامر بن عبد العزيز آل سعود بعد حادث مروري وهو ابن الملك عبد العزيز.

## نال جائزة نوبل
- في الفيزياء – بالتساوي بين السوفييت بافيل شيرنكوف وإليا فرانك وإيجور تام.
- في الكيمياء – البريطاني فردريك سانغر.
- في الطب – بالتساوي بين الأمريكان جوشوا ليدربرغ وجورج بيدل وإدوارد تاتوم.
- في الأدب – السوفييتي بوريس باسترناك (رفض الجائزة).
- في السلام – البلجيكي دومينيك بير.